# Povestea hoțului de trupuri
Povestea hoțului de trupuri este un roman din seria Cronicile vampirilor de Anne Rice. 

## Rezumat
Lestat, eroul vampir, superstar al muzicii rock, adorat de milioane de oameni, tânjește să se întrupeze ca muritor. Singurul care îi va putea satisface această dorință este Hoțul de Trupuri, o creatură mai sinistră și mai rea decât orice demon.
Cunoscutul Hoț de trupuri Raglan James îl ademenește pe Lestat într-o capcană de care el nu-și dă seama la început. Încrezător că va cunoaște din nou viața de muritor, cu trăirile și simțurile sale, și că va vedea din nou lumina soarelui, Lestat acceptă schimbul și își transferă spiritul într-un corp muritor, urmând ca peste câteva zile să revină în corpul său preternatural. Doar că James nu respectă înțelegerea și dispare cu corpul lui Lestat, lăsându-l pe acesta închis în trupul muritor. De-a lungul cărții acesta încearcă să-și recupereze trupul, ajutat de prietenul său, David Talbot, care în final ajunge el însuși în fostul trup muritor al lui Lestat, pe care cel din urmă îl transformă în final în vampir.